# Загуже (гміна Нагловіце)
Загуже (пол. Zagórze) — село в Польщі, у гміні Нагловиці Єнджейовського повіту Свентокшиського воєводства.
Населення — 326 осіб (2011).
У 1975-1998 роках село належало до Келецького воєводства.

## Демографія
Демографічна структура на день 31 березня 2011 року:
|          | Загалом | Допрацездатний вік | Працездатний вік | Постпрацездатний вік |
| -------- | ------- | ------------------ | ---------------- | -------------------- |
| Чоловіки | 165     | 33                 | 114              | 18                   |
| Жінки    | 161     | 33                 | 91               | 37                   |
| Разом    | 326     | 66                 | 205              | 55                   |